# Iwan Asen II
Iwan Asen II (bułg. Иван Асен II) – car bułgarski w latach 1218-1241. Syn Asena I. Objął tron w 1218 roku, po obaleniu swego kuzyna Boriła. Jego panowanie stanowi okres największej świetności drugiego państwa bułgarskiego. Dzięki umiejętnej polityce wewnętrznej i dyplomatycznej doprowadził do rozkwitu gospodarczego państwa. W 1230 roku w wyniku zwycięstwa pod Kłokotnicą nad cesarzem Tesaloniki włączył do swego państwa rozległe tereny w Tracji, Macedonii i Albanii. W wyniku zabiegów dyplomatycznych uzyskał podniesienie metropolity bułgarskiego do rangi niezależnego patriarchy. Niepowodzeniem zakończyły się podjęte w ostatnich latach panowania starania o podporządkowanie sobie łacińskiego Konstantynopola.

## Życiorys

### Początki
Iwan Asen pochodził z bułgarskiej dynastii Asenowiczów. Był synem Asena I, jednego z twórców drugiego państwa bułgarskiego. Jego matka Helena, mogła pochodzić z serbskiej rodziny królewskiej. Wczesne lata życia, znaczone zamordowaniem ojca w 1196 roku, stryja Teodora, walkami o władzę, a następnie znakomitym panowaniem drugiego stryja Kałojana Iwan Asen spędził w Bułgarii. Dopiero zamordowanie Kałojana w 1207 roku przez kuzyna Boriła i objęcie przezeń rządów zmusiło Iwana Asena do opuszczenia wraz z bratem Aleksandrem Bułgarii i schronienia się najpierw za Dunajem u Kumanów, z którymi Asenowiczów łączyły więzy pokrewieństwa, a następnie na Rusi Halickiej. Po kolejnych niepowodzeniach Boriła opozycja przeciw jego rządom porozumiała się z przebywającymi na wygnaniu Iwanem Asenem i Aleksandrem. W 1217 roku Iwan Asen wkroczył z oddziałami ruskimi do Bułgarii, opanował większość terytoriów i obległ cara w Tyrnowie. Po siedmiu miesiącach oblężenia w 1218 roku obrońcy stolicy skapitulowali. Borił został schwytany i oślepiony.

### Polityka wewnętrzna

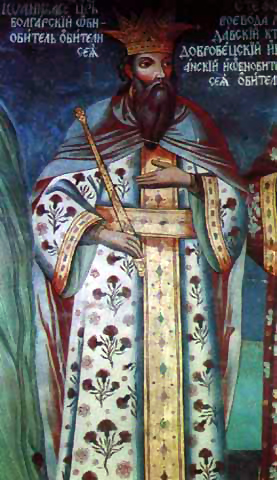
Iwan Asen II
obraz z monastyru z Góry Atos

Objąwszy władzę Iwan Asen II musiał się uporać z silnymi tendencjami odśrodkowymi reprezentowanymi przez wielkie bojarstwo. Umiejętnie wykorzystał przeciw wielkim feudałom poparcie drobnego bojarstwa i duchowieństwa. Podjął też starania o uzyskanie poparcia u mieszczan. Podjął tolerancyjną politykę wobec prześladowanych za panowania Boriła miejskich gmin bogomilskich. Dbał o prawo do używania własnego języka przez Greków stanowiących element dominujący w wielkich miastach nad Morzem Czarnym i na południu w Macedonii i Tracji. Ustabilizowanie sytuacji wewnętrznej i prowadzenie pokojowej polityki zewnętrznej zapewniło szybki rozwój gospodarczy i rozkwit życia miejskiego. Dzięki małżeństwu z Anną Marią Węgierską, córką króla węgierskiego Andrzeja II odzyskał utracone przez Boriła ziemie belgradzką i braniczewską. Utrzymywał też przyjazne stosunki z Serbami.

### Zwycięstwo nad Teodorem Angelosem
W 1225 roku Iwan Asen II zawarł przymierze z władcą Epiru Teodorem Angelosem wydając za niego swą córkę Marię. Teodor rok wcześniej zdobył Tesalonikę likwidując Królestwo Tessaloniki, w 1225 roku opanował łaciński Adrianopol i szybkimi krokami zmierzał do zajęcia dominującej pozycji na półwyspie. Najprawdopodobniej w 1227 koronował się na cesarza Romejów, zgłaszając tym samym pretensje do sukcesji po Cesarstwie Bizantyńskim. W 1228 roku zmarł cesarz łaciński Robert de Courtenay i z Konstantynopola zostały podjęte rozmowy z carem Iwanem Asenem na temat przekazania regencji w okresie małoletniości cesarza Baldwina II carowi. Iwan Asen II był spowinowacony poprzez węgierski dom panujący z rodziną de Courtenay, a związki te miały zacieśnić dodatkowo zaręczyny córki carskiej Heleny z młodym cesarzem. Nie czekając na objęcie regencji przez cara, wiosną 1230 roku Teodor Angelos wkroczył od strony Adrianopola na ziemie swego sojusznika. Car wyruszył na spotkanie najeźdźcy przytwierdziwszy do sztandaru pergamin z pogwałconym przez Teodora traktatem. We wspomnienie czterdziestu męczenników, 9 kwietnia, w bitwie pod wsią Kłokotnica, armia grecka została rozgromiona. Cesarz Teodor został pojmany, uwięziony w Tyrnowie i oślepiony.
Rozległe połacie państwa Teodora padły łupem Iwana Asena II. Wojska bułgarskie w krótkim czasie, nie napotykając oporu opanowały Trację Adrianopolską, Macedonię Wardarską i Egejską aż do Olimpu, Albanię od gór Pindu do Jeziora Szkoderskiego. W ręku uznającego jego zwierzchnictwo brata Teodora, Manuela car pozostawił Tesalię i Epir z Tesaloniką. W strefie wpływów Iwana Asena II znalazła się również Serbia. Zięć Teodora Radosław został zdetronizowany, a jego miejsce zajął brat Władysław, który poślubił córkę Iwana Asena.

### Finanse, handel, budownictwo

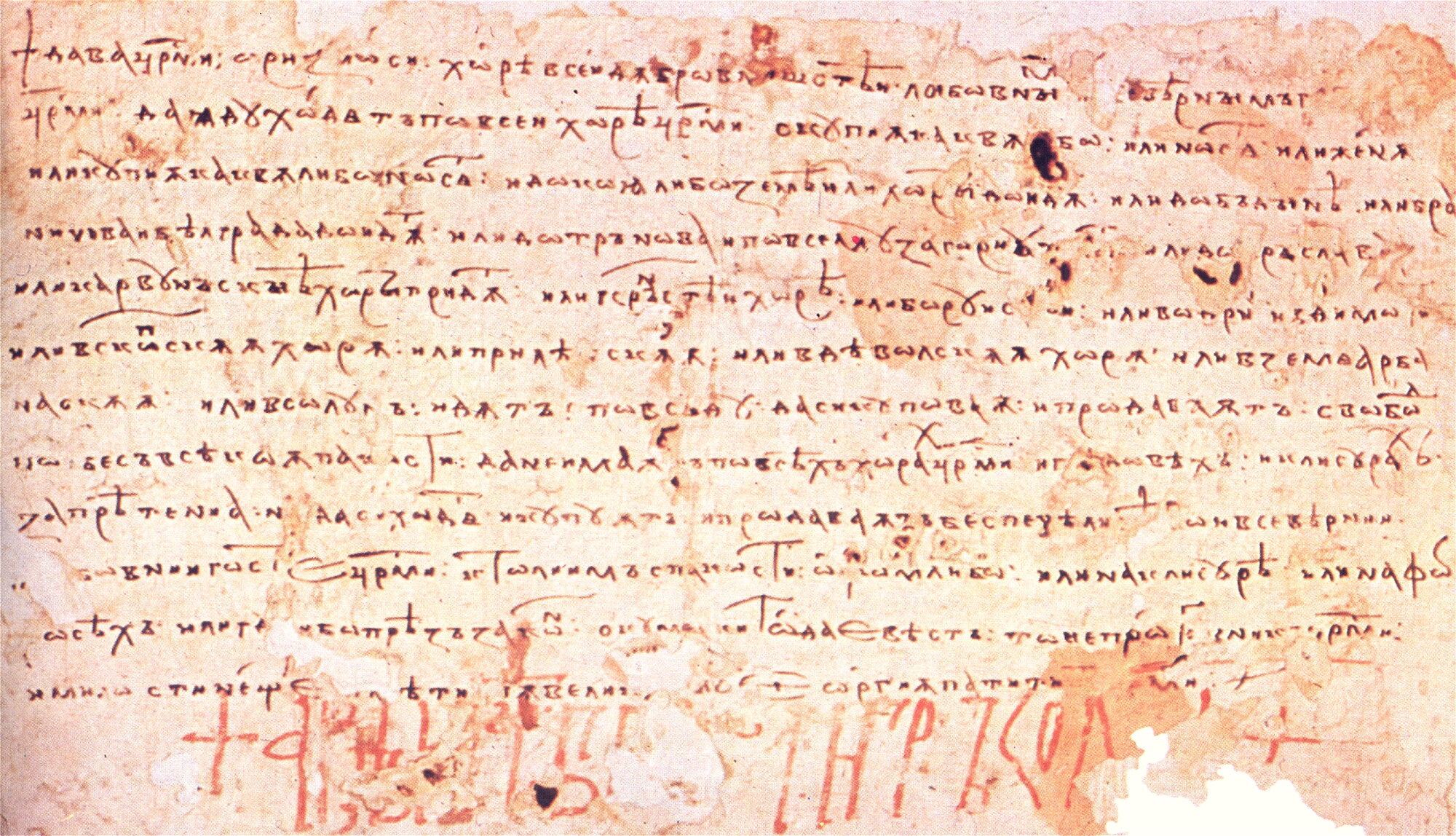
Przywilej Iwana Asena II dla kupców dubrownickich

Zwycięstwo przyniosło też zmiany gospodarcze. Około 1230 roku pojawił się pierwszy bułgarski pieniądz. Car bił monety w dużych ilościach, przeważnie srebrne (aspry). Monety były częściowo wzorowane na monetach Wenecji, z którą Bułgarzy za panowania Iwana Asena II utrzymywali ożywione kontakty, trochę przypominały białą monetę cesarzy Trebizondy. Bito też piękne monety złote przypominające wklęsłe bizantyńskie nomisma.
Car zadbał również o ożywienie handlu w granicach jego rozległego państwa. Sieć dróg, chociaż przypominających w większości zwykły wiejski gościniec, łączyła Tyrnowo z Dyrrachionem i Raguzą (Dubrownikiem) nad Adriatykiem, a także z Warną, Nesebyrem i Burgas nad Morzem Czarnym. Inny szlak prowadził przez przełęcz Szipka w stronę Adrianopola i Konstantynopola. Ponieważ południowo-zachodnia granica Bułgarii oparła się po zwycięstwie kłokotnickim o Adriatyk Iwan Asen II nawiązał stosunki z kupcami dubrownickimi. W 1230 roku car wydał dla Raguzy przywilej swobody handlu we wszystkich jego ziemiach. Przyniosło to w następnych latach intensyfikację bułgarskiego eksportu zboża, drewna, skór, wosku i miodu oraz napływ towarów luksusowych: drogich tkanin, wyrobów ze złota i srebra, klejnotów, oręża i soli. Iwan Asen II okazywał kupcom z Raguzy szczególną łaskawość, jako mającym wiele krwi słowiańskiej. Gwarantował im liczne przywileje i nazywał bardzo kochanymi i najwierniejszymi gośćmi.

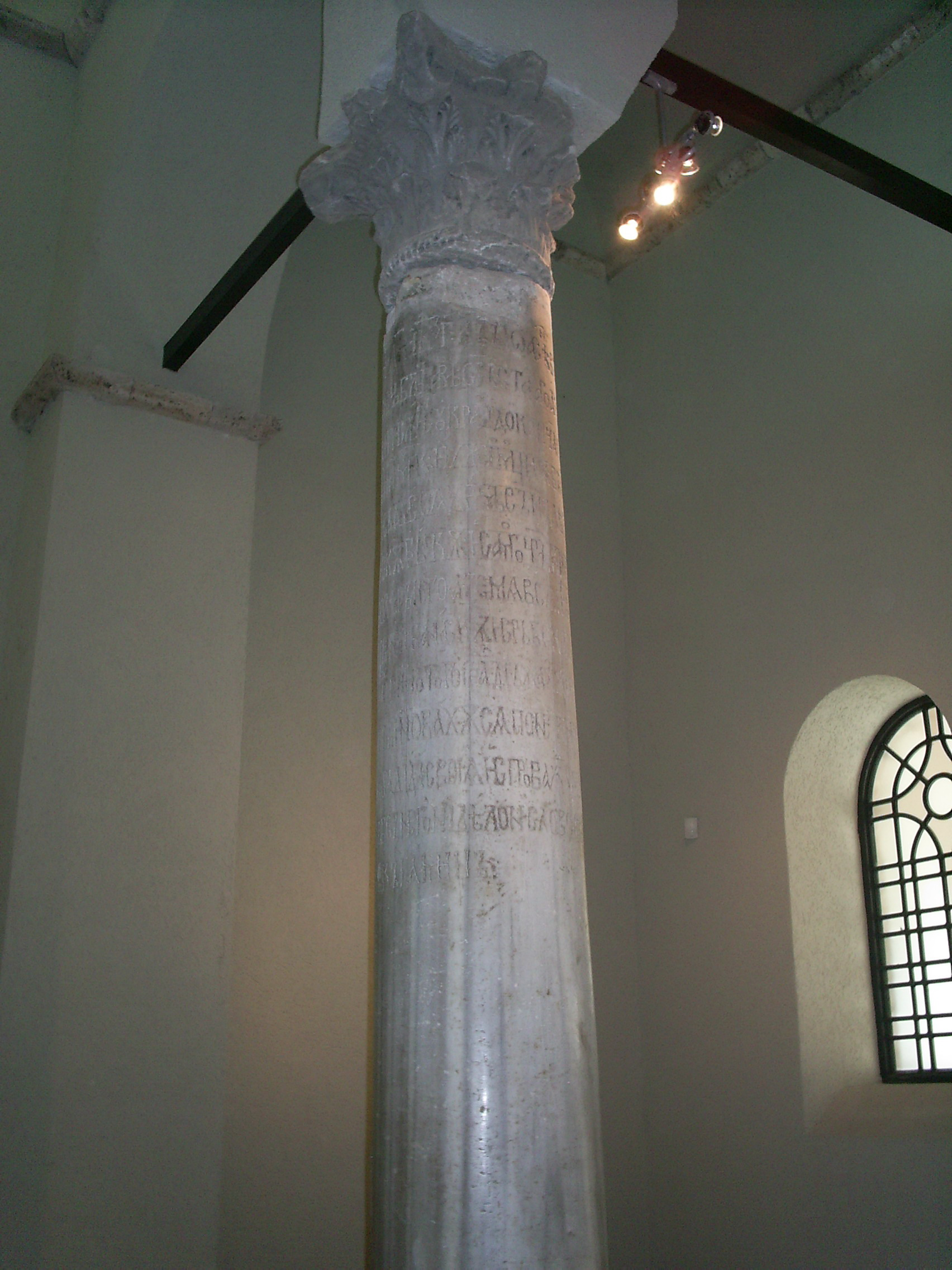
marmurowa kolumna w cerkwi 40 męczenników w Tyrnowie

Na nowo wytyczonej południowej granicy swego państwa, w Rodopach, Iwan Asen II wzniósł łańcuch twierdz idący w poprzek głównej drogi z Płowdiwu na południe górami do Morza Egejskiego. Na południe od Stanimachos została wzniesiona niedostępna twierdza Asenowa Krepost. Iwan Asen II nakazał wykuć na skale inskrypcję: W roku 6739 od stworzenia świata (1231), czwartej indykcji, człowiek wyniesiony przez Boga, Iwan Asen II, car Bułgarów i Greków i innych ludów, ufortyfikował ten zamek i jako dowódcę osadził tu Aleksisa Sebastosa.
Dla uczczenia zwycięstwa Iwan Asen II wzniósł też w swej stolicy w Tyrnowie, u stóp wzgórza Carewec, cerkiew ku czci patronów dnia zwycięskiej bitwy Czterdziestu Męczenników z Sebasty. W cerkwi umieścił granitowy filar chana Omurtaga i marmurową kolumnę z napisem sławiącym odniesione zwycięstwo i wymieniającym zdobyte ziemie – czyniące cara Bułgarii panem ziem greckich, albańskich i serbskich od Adrianopola po Dyrrachion, od którego zależni są nawet Frankowie władający Cesarstwem Łacińskim. Frankowie dzierżą jeno miasta tuż obok Konstantynopola i sam Konstantynopol, ale nawet oni są pod berłem mego imperium, nie mają bowiem innego cara poza mną I dzięki mnie jedynie żyją nadal, bo tak się spodobało Bogu.

### Sojusz z Niceą – patriarchat tyrnowski
Wszakże gdy niebezpieczeństwo ze strony Teodora Angelosa znikło, a potęga Bułgarii zanadto wzrosła w Konstantynopolu zrezygnowano z przekazywania regencji Iwanowi Asenowi II i wybrano na współcesarza sędziwego Jana de Brienne, tytularnego króla jerozolimskiego. Z inspiracji łacinników sojusz z Bułgarią zerwali również Węgrzy i dwukrotnie w latach 1232 i 1233 najechali ziemie bułgarskie opanowując część Banatu z ośrodkiem w Sewerinie (obec. Banat Rumuński).
W tej sytuacji Iwan Asen II poszukał zbliżenia z cesarzem nicejskim. W 1235 obie strony zawarły układ polityczny i kościelny w Gallipoli. Wkrótce potem odbyły się w Lampsaku zaślubiny następcy tronu cesarskiego Teodora II Laskarysa z córką Iwana Asena II, Heleną, przyrzeczoną wcześniej cesarzowi łacińskiemu Baldwinowi. Car spodziewał się dzięki zawartemu sojuszowi uzyskać część wschodniej Tracji, w zamian za pomoc w zdobyciu Konstantynopola. Najdonioślejsze skutki przyniosło zawarte porozumienie w sferze stosunków kościelnych. Car zerwał utrzymującą się dotąd nominalną zależność kościoła bułgarskiego od Rzymu. Biskupi nicejscy zgodzili się natomiast na utworzenie w Tyrnowie prawosławnego patriarchatu niezależnego od kościoła w Konstantynopolu, choć jak się wydaje uznającego starszeństwo kościoła nicejskiego. Metropolita tyrnowski Joachim został wyniesiony do godności patriarchy. Jednocześnie jednak w modlitwach liturgicznych w miejsce papieża zaczęto wymieniać patriarchę greckiego rezydującego w Nicei i uiszczać na jego rzecz przepisane opłaty.

### Zmienne sojusze
Do przymierza bułgarsko-bizantyńskiego przyłączył się też w 1235 roku Manuel Angelos Dukas Komnen, brat więzionego przez Iwana Asena II, Teodora, władca Tesaloniki i Tesalii, po 1230 roku uniezależnił się bowiem od jego władzy Epir. Jesienią 1235 roku sojusznicy przystąpili do oblężenia, które wkrótce przerwało nadejście zimy. Kroki wojenne wznowiono w 1236 roku. Miasto trzymało się wspierane przez flotę wenecką, sytuacja była jednak na tyle krytyczna, że Baldwin II udał się na zachód szukać pomocy. W 1236 pomocy udzielił mu tylko książę Achai).
Niespodziewanie jednak największej pomocy udzielił oblężonym car bułgarski zmieniając w trakcie wojny sojusze. Iwan Asen II doszedł najprawdopodobniej do spóźnionego lecz słusznego wniosku, że upadek Cesarstwa Łacińskiego wyjdzie na korzyść Cesarstwu Nicejskiemu, a Bułgarii przysporzy groźnego sąsiada aspirującego do odzyskania utraconych ziem greckich. Nawiązał więc zerwane kontakty z łacinnikami. W 1237 roku wypuścił z więzienia w Tyrnowie Teodora Angelosa. Ślepy cesarz jeszcze w tym samym roku usunął swego brata Manuela z Tesaloniki i przywrócił do istnienia, pod opieką Bułgarii, Cesarstwo Tesaloniki, przekazując koronę swemu synowi Janowi. W 1237 roku oddziały bułgarsko-kumańsko-łacińskie obległy Tzurulon – główny punkt oparcia sił nicejskich w Tracji.
W Bułgarii wybuchła w tym czasie zaraza, w czasie której zmarli: żona i syn Iwana Asena II oraz patriarcha tyrnowski Joachim. Złamany nieszczęściem car uznał to za znak gniewu Bożego za złamanie przysięgi złożonej Janowi III Watatzesowi. Wycofał się z przymierza z łacinnikami i zawarł pokój z Watatzesem. Zmarł cztery lata później 24 czerwca 1241 roku.